# Cenk Tosun
Cenk Tosun és un futbolista professional turcoalemany que juga com a davanter. Començà com a futbolista al SV Raunheim
Ha estat internacional amb la Selecció de futbol de Turquia i nominat per jugar el seu primer partit internacional el 29 de març de 2011 per la classificació per l'Eurocopa 2012 davant la Selecció de futbol d'Àustria.